# Seaspan ULC
Seaspan ULC (раніше Seaspan Marine Corporation) — канадська асоціація кількох верфей зі штаб-квартирою у Ванкувері, Британська Колумбія. Компанія будує та ремонтує військові судна, пороми, буксири та баржі, та надає морські послуги на північному заході Тихого океану. До складу Групи входять три суднобудівні верфі, компанія, що спеціалізується на перевезенні поромів і автомобілів, а також компанія з перевезення буксирів і барж, яка обслуговує внутрішній і міжнародний ринки. Seaspan є частиною вашингтонських компаній, якими володіє Денніс Вашингтон. Кайл Вашингтон (син Денніса Вашингтона) є виконавчим головою Seaspan, який став громадянином Канади.
Seaspan ULC раніше була відома як Seaspan Marine Corporation, а до цього — Washington Marine Group.

## Морські перевезення

### Seaspan ULC
Seaspan ULC перетворилася на відому морську транспортну компанію, яка обслуговує західне узбережжя Північної Америки з великим флотом буксирів і барж. Баржі Seaspan перевозять лісогосподарські матеріали (колоди, деревну тріску, паливо для свиней, пиломатеріали, целюлозу, папір і газетний папір), мінерали (будівельні наповнювачі та вапняк), залізничні вагони, а також машини, паливо та матеріали для прибережних громад. Seaspan також надає послуги причалювання суден до портів Ванкувер, Вікторія, Есквімальт та інших портів Британської Колумбії.

### Корпорація Seaspan Ferries
Корпорація Seaspan Ferries є комерційною поромною службою, яка забезпечує регулярне перевезення між нижнім материковим терміналом Британської Колумбії в Дельті та терміналами Нанаймо та Шварц-Бей на острові Ванкувер. Розташована в Дельті, Британська Колумбія, Seaspan Ferries Corporation перевозить вантажівки з напівпричепами, контейнери та залізничні вагони на самохідних поромах і інтегрованих буксирних баржах. Поромна переправа є сполучною ланкою між залізницями на материковій частині Британської Колумбії та Південною залізницею острова Ванкувер у Нанаймо.

## Кораблі

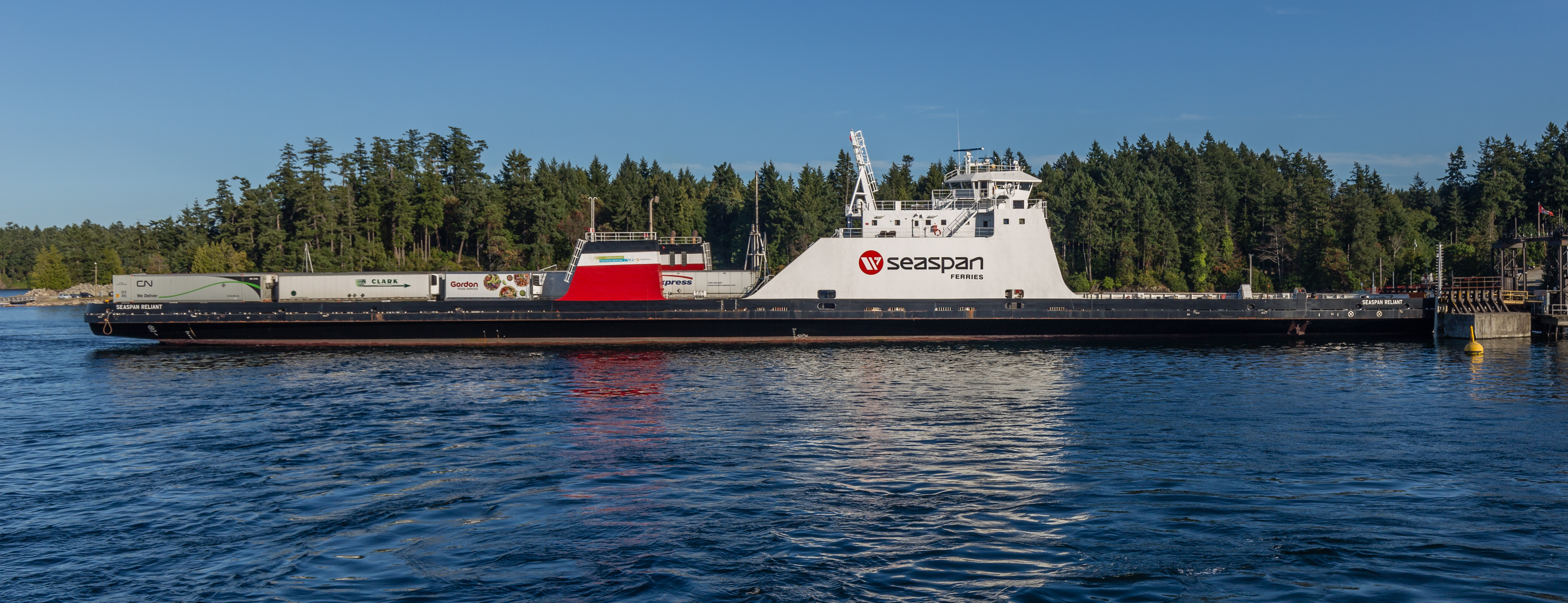
Гібридний пором Seaspan Reliant у Swartz Bay BC Ferries Terminal, острів Ванкувер, Британська Колумбія, Канада, 13 липня 2018 р.

### Океанські буксири
- Seaspan Royal
- Seaspan Commodore
- Seaspan King
- Старпан морський

### Берегові буксири
- Seaspan Pacer
- Seaspan Cavalier
- Seaspan Corsair
- Seaspan Cutlass
- Seaspan Queen
- Командир Seaspan
- Seaspan Champion
- Корона Comox
- HaiSea Guardian
- Seaspan Protector

### Буксири для допомоги судам і супроводу
- Піна Seaspan
- Кейтс №4
- Туз
- Морська пустельга
- Seaspan Osprey
- Seaspan резолюція
- Морський орел
- Seaspan Raven
- Seaspan Falcon
- Seaspan Hawk
- Кейтс №1
- Кейтс №3
- Кейтс №5
- Кейтс №8
- Кейтс №10
- Кейтс №20

### Річкові буксири
- Морська буря
- Seaspan Venture
- Seaspan Scout
- JRW

### Пороми
- Seaspan Swift: перший із двох нових двопаливних/гібридних (дизель, скраплений газ і акумулятор) поромів Seaspan.
- Seaspan Reliant: друге гібридне судно Seaspan, що працює на RNG/LNG[4].
- Princess Superior: колишній пором BCCSS (прибережна пароплавна служба Британської Колумбії) з 1993 по 1998 рік.
- Seaspan Challenger / Coastal Spirit : Буксир-штовхач баржі (Challenger ex. Геката Корона Корони Целлербаха).
- Seaspan Greg (колишній: Greg Yorke): колишня залізнична баржа FM Yorke & Sons Ltd з 1964 по 1972 рік. Перейменована на сучасну назву в 1974 році[5]
- Fraser Link: Баржа (ex. Кордова).
- Seaspan Pusher : штовхач буксира Fraser Link (ex. Штовхач Sealink).
- Посилання на острів Ван: Баржа (напр. Фербенкс). Штовхається буксиром Amix Arctic Hooper.